# داگلاس مارتینس
داگلاس مارتینس (انگلیسی: Douglas Martínez؛ زادهٔ ۵ ژوئن ۱۹۹۷) بازیکن فوتبال اهل هندوراس است.
وی همچنین در تیم‌های ملی فوتبال زیر ۲۳ سال هندوراس و هندوراس بازی کرده است.
وی در مسابقات کشوری و بین‌المللی در مجموع برندهٔ ۱ مدال نقره شده است.